# Stephen Fuller Austin
Stephen Fuller Austin (Austinville, 3 novembre 1793 – West Columbia, 27 dicembre 1836) è stato un politico, militare e patriota statunitense.
Conosciuto come il "Padre del Texas", condusse la seconda e ultima colonizzazione di tale regione degli Stati Uniti d'America. La città di Austin, capitale del Texas, è a lui dedicata.

## Biografia

### Origini
Stephen F. Austin nacque nelle regioni minerarie della Virginia, nella Contea di Wythe, in quella che oggi è nota come Austinville, a circa 250 miglia a sud-ovest di Richmond. Fu il secondogenito di Moses Austin e Mary Brown. L'8 giugno 1798, quando Stephen aveva quattro anni, la sua famiglia si trasferì 40 miglia a ovest del fiume Mississippi, nella regione delle miniere di piombo corrispondente all'attuale Missouri, dove il padre acquistò il sito di Mine à Breton. Nel 1813 promosse una legislazione territoriale per la creazione della contea di Washington, stabilendone la sede nella città che aveva fondato e chiamato Potosi. All'età di dieci anni la famiglia lo mandò a studiare alla Bacon Academy, nel Connecticut e quindi alla Transylvania University di Lexington, nel Kentucky, nella quale si laureò nel 1810.
Dopo il suo ritorno dal Kentucky, Austin si impiegò nell'emporio familiare di Potosi e alla fine assunse la gestione degli affari minerari dal padre. Il 24 maggio 1813 Austin fu richiamato dalla milizia del Missouri e in settembre fu arruolato come soldato semplice nel Primo Reggimento della Milizia a Cavallo comandata dal colonnello Alexander McNair. Fu congedato il 21 ottobre 1813 come sergente quartiermastro. Nel 1815 Austin aderì alla massoneria e si unì alla Loggia della Louisiana n.109 a Ste. Genevieve, la prima loggia massonica ad ovest del Mississippi. In seguito trasferì la propria appartenenza alla Loggia di St. Louis n.111. Dal 1815 al 1819 partecipò alla legislatura del Territorio del Missouri.
Nel 1818 acquistò una parte del Fiume Rosso chiamata Long Prairie nel sud-ovest dell'Arkansas. Dopo il fallimento delle attività di famiglia in Missouri, Austin cercò fortuna altrove e si trasferì nel territorio dell'Arkansas nel 1820, dove si diede al commercio e alla speculazione terriera. Durante la sua permanenza in Arkansas venne eletto giudice del primo distretto territoriale dal governatore James Miller, ma coprì questo incarico solo dal luglio all'agosto 1820 prima di spostarsi in Louisiana. Raggiunse allora New Orleans nel novembre dello stesso anno, dove conobbe l'avvocato e rappresentante del congresso per il Kentucky Joseph H. Hawkins dal quale venne incoraggiato a continuare la sua qualifica in legge.

### La colonia in Texas

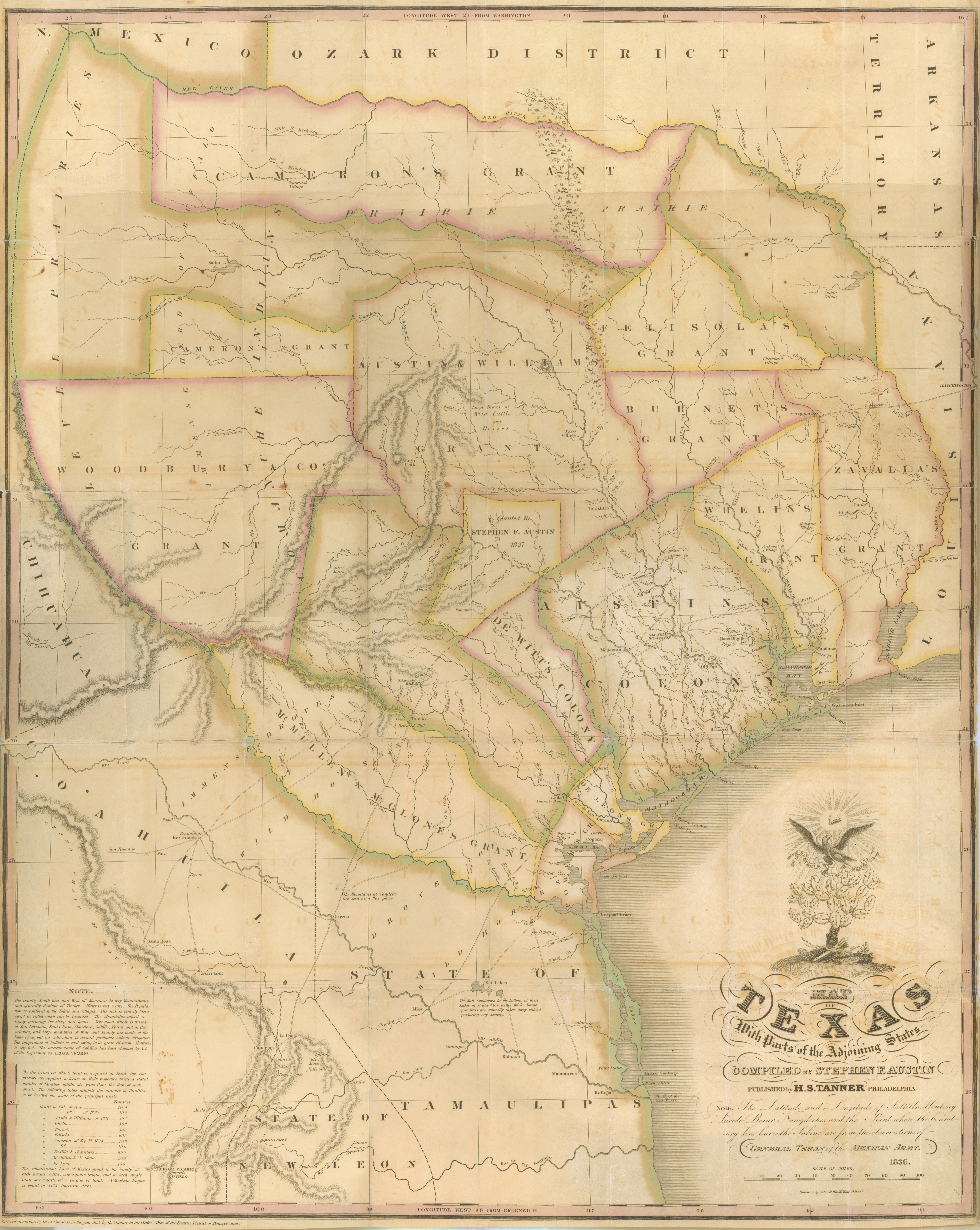
Mappa di Stephen Fuller Austin, 1836.

In quello stesso periodo suo padre, Moses Austin, si trasferì a San Antonio, Texas, dove acquistò i diritti su una grossa proprietà con l'intenzione di insediare una comunità di circa trecento famiglie statunitensi in territorio spagnolo. Austin figlio era riluttante ad unirsi all'impresa paterna, ma furono le pressioni del suo mecenate e maestro Hawkins a convincerlo ad unirsi a quell'avventura. Moses Austin morì il 10 giugno 1821 mentre suo figlio Stephen era a bordo del battello a vapore Beaver con il quale aveva lasciato New Orleans per incontrarsi con degli ufficiali spagnoli guidati da Erasmo Seguín. Venne a conoscenza della morte di suo padre mentre faceva sosta a Natchitoches, Louisiana il 10 luglio 1821 ed ebbe a dichiarare in seguito:
Insieme ai suoi compagni di viaggio percorse il resto del perscorso in circa tre settimane per raggiungere San Antonio con l'intenzione di riconsolidare i diritti paterni sui terreni acquistati e fece il suo arrivo il 12 agosto, quando si vide riconfermate tutte le garanzie dall'allora governatore della regione Antonio María Martínez, il quale consentì ad Austin l'esplorazione del Golfo del Messico tra San Antonio e il fiume Brazos con lo scopo di trovare un sito ottimale per l'insediamento della nuova colonia. Come guida dei coloni statunitensi c'era Manuel Becerra, che insieme ad altri tre indiani Aranama, si era unito alla spedizione.
Austin pubblicizzò a New Orleans l'opportunità della nuova colonia, sottolineando la disponibilità di terreni lungo i fiumi Brazos e Colorado. Per ogni famiglia composta dai coniugi e da due figli c'era l'offerta di circa 1.280 acri di terra a dodici centesimi e mezzo per acro. Nel dicembre del 1821, i primi coloni statunitensi giunsero nella nuova colonia sia da terra che dal mare e si stabilirono in quella che ora è la Contea di Fort Bend.